# Dimas Beck
Dimas Kahlil Sudoyo Beck, conocido artísticamente como Dimas Beck  (Yakarta, 8 de mayo de 1988), es un actor y cantante indonesio. Es ampliamente conocido por el público, gracias a sus participaciones en las películas que trabajó, como Apa Artinya Cinta? y Bukan Bintang Biasa. Dimas Beck también interpretó un tema musical para una de las películas, junto con el cantautor filipino, Joey Ayala y con otros miembros del reparto. También participó en una telenovela titulada Doo Bee Doo.

## Filmografía

### Películas
- Apa Artinya Cinta? (2005)
- Lentera Merah (2006)
- Bukan Bintang Biasa (2007)
- Milli & Nathan (2011)
- Lo Gue End (2222)

### Sinetron
- Sissy Putri Duyung
- Keluargaku Harapanku
- Doo Bee Doo
- Tikus dan Kucing Mencari Cinta
- Hitam Putih

### FTV
- Cinta Di Ujung Moncor Bebek
- Cinta Dipersimpangan
- Cinta Rasa Ongol - Ongol
- Masih Ada Ojek Yang Lewat

## Discografía
- Dari Hati (2012)